# Ягунино
Ягунино — деревня в Одинцовском районе Московской области, в составе сельского поселения Ершовское. Население 186 человек на 2006 год, в деревне числятся 2 садовых товарищества. До 2006 года Ягунино входило в состав Саввинского сельского округа.
Деревня расположена на северо-западе района, в 5 километрах на запад от Звенигорода, на левом берегу Москвы-реки, высота центра над уровнем моря 145 м.
Впервые в исторических документах деревня встречается в писцовой книге 1558 года, как деревня Копылец Троецкой Ягунина, принадлежавшая Савво-Сторожевскому монастырю. После секуляризационной реформы 1764 года деревня числилась в Покровской волости, на 1800 год в ней было 40 дворов, 178 мужчин и 162 женщины. На 1852 год в казённая деревне числилось 56 дворов, 259 душ мужского пола и 272 — женского, в 1890 году — 699 человек, а само село было центром Ягунинской волости. По Всесоюзной переписи 17 декабря 1926 года числилось 89 хозяйства и 467 жителей, были школа первой ступени и сельсовет; по переписи 1989 года — 101 хозяйство и 230 жителей.
В деревне родился Герой Советского Союза Семён Львов.